# Франц Тавчар
Франц Тавчар Рок (Јаршама, код Љубљане, 6. март 1920 — Љубљана, 19. јануар 2002), учесник Народноослободилачке борбе, генерал-пуковник ЈНА и народни херој Југославије.

## Биографија
Рођен је 6. марта 1920. године у Јаршама, код Љубљане. Његов отац Франц је био сиромашни радник, па се школовао у веома тешким условима. После завршене основне школе и реалне гимназије, одслужио је војни рок, где је завршио Школу за резервне официре. Потом се уписао на Технички факултет у Љубљани, али је студије морао прекинути због почетка рата.
Отац му је био радник и припадао је револуционарном радничком покрету. Био је члан револуционарних синдиката и преко њега је добио прва сазнања о борби за радничка права и радничком покрету. Од 1937. године почео је и сам да се занима за политичке проблеме и укључио се у организацију радничке и сеоске омладине. Након окупације Југославије, јула 1941. године је постао члан Комунистичке партије Словеније и тада се повукао у илегалност. Радио је и у организацијама Ослободилачког фронта Словеније (ОФ) и био члан Рејонског одбора ОФ Томачево. Завршио је и илегални партијски курс и као илегалац је деловао у окупираној Љубљани све до јануара 1942. године.
Потом је отишао у партизане у „Шерцеров батаљон”, али се разболео па се морао вратити у Љубљану, где је поново деловао као илегалац. Радио је на организовању Народне заштите и био члан, а потом и вођа групе Службе обавештавања и безбедности (ВОС). Учествовао је у многим илегалним акцијама у Љубљани и околини. Јула 1942. године поново је отишао у партизане, у Прву словеначку пролетерску ударну бригаду, где је августа 1942. постао заменик политичког комесара Другог батаљона.
У зиму 1942/43. године истакао се у многим акцијама у Долењској, а марта 1943. године је по упутствима Главног штаба НОВ и ПО Словеније отишао у Словеначко приморје са задатком да помогне организовање ослободилачког покрета. Почетком маја 1943. године када је формирана Седамнаеста словеначка бригада, Франц је именован за њеног политичког комесара. Са овом бригадом је отишао у Бенешку Словенију, где је учествовао у тешким борбама на Ковачевићевој планини, на Коловрату. Тада је био именован за команданта Другог батаљона и као храбар борац се истакао у борбама бригаде током похода на Бенешку Словенију, код Подбонесца, на Шпику и Дрнохли, на Столу и Чрном врху и др.
Јула 1943. године прешао је у Трећу словеначку ударну бригаду, где је постављен за политичког комесара. Са овом бригадом се борио у Долењској и Нотрањској. У борбама са Италијанима, на Крвавој печи 2. септембра 1943. године био је тешко рањен. После капитулације Италије, октобра 1943. године био је именован за команданта Новомештанског војног подручја. У чин мајора НОВЈ унапређен је 1. новембра 1943. године.
Од децембра 1943. до априла 1944. године био је начелник Одељења за организацију позадине у Главном штабу НОВ и ПО Словеније, а потом је до септембра 1944. године био на дужности заменика команданта Седмог словеначког корпуса НОВЈ. Након тога је био именован за помоћника начелника Главног штаба НОВ и ПО Словеније и потом за начелника Штаба Словеначке дивизије Корпуса народне одбране Југославије (КНОЈ). На овој дужности је остао до краја рата.
Након ослобођења Југославије, још неко време је провео у Корпусу народне одбране, где је био командант Четврте хрватске дивизије КНОЈ. После тога је од 1950. до 1952. године завршио Вишу војну академију ЈНА. Након тога се налазио на разним одговорним дужностима — био је начелник Инжињеријског школског центра у Карловцу, а потом начелник Управе инжињерије ЈНА, до 1967. до 1969. године. Затим је био у Љубљанској армијској области, где је од 1969. до 1971. био је помоћник команданта, па од 1971. до 1972. начелник Штаба и потом од 1972. до 1980. године њен командант. Пензионисан је 1980. године у чину генерал-пуковника ЈНА.
Био је биран за посланика Народне скупштине НР Словеније, првог и другог сазива, а на Десетом и Једанаестом конгресу СКЈ је биран за члана Централног комитета СКЈ.
Умро је 19. јануара 2002. године у Љубљани.
Носилац је Партизанске споменице 1941. и других југословенских одликовања, међу којима су — Орден ратне заставе, Орден југословенске звезде с лентом, Орден Републике са златним венцем, Орден заслуга за народ са златном звездом, Орден братства и јединства са златним венцем, Орден народне армије са ловоровим венцем, Орден за војне заслуге са великом звездом, Орден народне армије са златном звездом и Орден за храброст. Орденом народног хероја је одликован 27. новембра 1953. године.